# Karl Kupfer (Fußballspieler, Februar 1921)
Karl Kupfer (* 27. Februar 1921; † 1. Juli 2003) war ein deutscher Fußballspieler. 

## Sportlicher Werdegang
Kupfer begann seine Karriere im Erwachsenenbereich beim VfR 07 Schweinfurt, für den er nach dem Aufstieg in die Sportbereichsklasse Bayern im Sommer 1939 erstmals im Erstligafußball spielte. Am Ende der Spielzeit 1940/41 stieg er mit dem Klub jedoch wieder ab, schaffte aber den direkten Wiederaufstieg in die Gauliga Nordbayern als nach einer kriegsbedingten Aufteilung nun höchste Spielklasse.
Nach Ende des Zweiten Weltkriegs lief Kupfer für den Ortsrivalen 1. FC Schweinfurt 05 auf, für den er bis 1950 in 132 Spielen der erstklassigen Oberliga Süd auflief und dabei elf Tore erzielte. Anschließend wechselte er zum Oberligameister SpVgg Fürth, mit dem er als Tabellenzweiter der Spielzeit 1950/51 hinter dem Lokalrivalen 1. FC Nürnberg in die Endrunde um die Deutsche Meisterschaft 1950/51 einzog. Hinter dem späteren Titelträger 1. FC Kaiserslautern beendete er mit der Mannschaft die Gruppenphase als Tabellendritter. Dabei hatte er in Liga und Endrunde je fünf Spiele bestritten. Nach einem Jahr zog er zum Absteiger SV Darmstadt 98 in die II. Division Süd weiter, verpasste mit dem Klub jedoch den direkten Wiederaufstieg. Er kehrte anschließend zum 1. FC Schweinfurt 05 zurück, wo er noch bis zu seinem Karriereende 1955 auflief.
Kupfer bestritt insgesamt 239 Erstligaspiele mit 13 Meisterschaftstoren, davon 38 Spiele ohne eigenen Torerfolg in den Gauligen für den VfR 07 Schweinfurt, 196 Oberligaspiele mit 13 Torerfolgen für den 1. FC Schweinfurt 05 und fünf Oberligaspiele ohne eigenen Torerfolg für die SpVgg Fürth, für die er zudem fünf Endrundenspiele um die Deutsche Meisterschaft bestritt.